# Garypinidius
Genre
Garypinidius est un genre de pseudoscorpions de la famille des Garypinidae.

## Distribution
Les espèces de ce genre sont endémiques d'Afrique du Sud.

## Liste des espèces
Selon Pseudoscorpions of the World (version 3.0) :
- Garypinidius capensis (Ellingsen, 1912)
- Garypinidius mollis Beier, 1955

## Publication originale
- Beier, 1955 : Pseudoscorpionidea. South African animal life. Results of the Lund Expedition in 1950-1951, Almquist and Wiksell, Stockholm, vol. 1, p. 263-328.